# Adrenocromo
El adrenocromo es un compuesto químico natural de fórmula molecular C 9 H 9 NO 3 producto de la oxidación de la adrenalina (epinefrina). A pesar de la similitud en los nombres, no está relacionado con el cromo. 
La semicarbazona de adrenocromo también se conoce como carbazocromo.

## Química
Una solución de adrenocromo puede sintetizarse a través de un proceso que involucra probablemente una suspensión de adrenalina en una solución acuosa (probablemente agua para suspender y trazas de HCl para disolver). Pueden agregarse óxido de plata o catecol oxidasa para el proceso de oxidación requerido, y la solución debe filtrarse, para eliminar el adrenocromo.[cita requerida]
In vivo, el adrenocromo se sintetiza por oxidación de la adrenalina. In vitro, el óxido de plata (Ag 2 O) se utiliza como agente oxidante. En solución, el adrenocromo es rosado y su oxidación adicional hace que se polimerice en compuestos de melanina de color marrón o negro.

## Efectos cerebrales
Varios estudios a pequeña escala (con 15 o menos sujetos de prueba) realizados en las décadas de 1950 y 1960 informaron que el adrenocromo desencadenaba reacciones psicóticas como el trastorno del pensamiento y la desrealización.
Los investigadores Abram Hoffer y Humphry Osmond afirmaron que el adrenocromo es un neurotóxico. En lo que llamaron la "hipótesis del adrenocromo",  especularon que las megadosis de vitamina C y niacina pueden curar la esquizofrenia al reducir el adrenocromo cerebral.  El tratamiento de la esquizofrenia con antioxidantes tan potentes es muy controvertido. En 1973, la Asociación Estadounidense de Psiquiatría informó fallas metodológicas en el trabajo de Hoffer sobre la niacina como tratamiento para la esquizofrenia y se refirió a estudios de seguimiento que no confirmaron ningún beneficio del tratamiento.  Múltiples estudios adicionales en los Estados Unidos,  Canadá y Australia  tampoco lograron encontrar beneficios de la terapia con megavitaminas para tratar la esquizofrenia. La teoría del adrenocromo de la esquizofrenia se desvaneció, a pesar de algunas pruebas de que podría ser psicotomimético, ya que el adrenocromo no era detectable en personas con esquizofrenia. A principios de la década de 2000, se renovó el interés por el descubrimiento de que el adrenocromo se puede producir normalmente como intermediario en la formación de neuromelanina.
Este hallazgo puede ser significativo porque el adrenocromo se desintoxica al menos parcialmente por la glutatión-S-transferasa. Algunos estudios han encontrado defectos genéticos en el gen de esta enzima.

### Esquizofrenia
Algunos estudios de mediados del siglo XX han indicado que el adrenocromo se metaboliza a partir de una de dos sustancias: el dihidroxi-indol o la adrenolutina. El dihidroxi-indol puede equilibrar la ansiedad y los efectos depresivos de la adrenalina, para reducir la tensión y la irritabilidad. Sin embargo, el procesamiento defectuoso del adrenocromo favorece la generación de la adrenolutina, sustancia tóxica que se combina con el adrenocromo. La combinación adrenocromo-adrenolutina, que fue hipotetizada por Abram Hoffer y Humphry Osmond, resulta de la interrupción de los procesos químicos habituales del cerebro. Esta interrupción, según su hipótesis, es quizá la responsable de la sintomatología de la esquizofrenia.

## En la cultura popular
- El autor Hunter S. Thompson mencionó el adrenocromo en su libro de 1971 Miedo y asco en Las Vegas. La escena del adrenocromo también aparece en la adaptación cinematográfica de la novela, Miedo y asco en Las Vegas en 1998. En el comentario del DVD, el director Terry Gilliam admite que su interpretación y la de Thompson es una exageración ficticia. Gilliam insiste en que la droga es completamente ficticia. Hunter S. Thompson también menciona el adrenocromo en su libro Fear and Loathing on the Campaign Trail '72. En las notas al pie de página del capítulo abril, página 140, dice: Era más de la medianoche en una habitación de hotel y mi recuerdo de la conversación es neblina, debido a la ingestión masiva de alcohol, fatback y cuarenta cc de adrenocromo.
- En su libro de 1954 The Doors of Perception , Aldous Huxley mencionó el descubrimiento y los supuestos efectos del adrenocromo, que comparó con los síntomas de la intoxicación por mescalina , aunque nunca la había consumido. Anthony Burgess menciona el adrenocromo al comienzo de su novela de 1962 A Clockwork Orange . El protagonista y sus amigos están bebiendo leche mezclada con drogas: "No tenían licencia para vender licor, pero todavía no había ninguna ley que prohibiera pinchar algunos de los nuevos veshches que solían poner en el viejo moloko, para que se pudiera picar con vellocet o Synthemesc o drencrom o uno o dos otros veshches [...] "[13]
- La extracción de una glándula suprarrenal de una víctima viva para obtener adrenocromo para el abuso de drogas es una característica de la trama del primer episodio de la serie de televisión Lewis (2008).[14]
- El adrenocromo es un componente de varias teorías de conspiración, como QAnon y la teoría de la conspiración de Pizzagate.[15][16]
- El adrenocromo es mencionado también en la serie de Netflix que se estrenó el 5 de mayo de 2022 "El Pentavirato" (The Pentaverate) en el capítulo dos. Una serie que ridiculiza las teorías conspiracionistas tales como los Illuminati, el Pizzagate, etc. y a sus seguidores.
- El adrenocromo es relacionado en repetidas ocasiones con los cultos satánicos. Aquí un vídeo del YouTuber Rhecky News, durante su reportaje en las Conferencias de Menorca de 2022 a 2023. En el vídeo habla acerca de esta teoría.